# Santiago de la Guardia
Santiago de la Guardia Fábrega (Santiago de Veraguas, 11 de marzo de 1858 - Ciudad de Panamá, 25 de octubre de 1925) fue un político, empresario y abogado panameño.
Fue hijo de Santiago de la Guardia Arrué, gobernador del Estado Soberano de Panamá. No obstante, tras la derrota y muerte de este en la batalla de Río Chico en 1862, su familia huyó a Costa Rica, donde pasó su infancia. Luego se trasladó a Bogotá para sus estudios y en 1881 obtuvo su diploma como doctor en ciencias políticas. Volvió a Costa Rica, donde en 1882 el gobierno lo nombró Secretario de Guerra y Marina hasta 1888. Posteriormente, fue elegido diputado del Congreso de Costa Rica por la provincia de Guanacaste. En 1900 regresó a Colombia donde ocupó varios puestos diplomáticos y militares, llegando a ser general dentro de la guerra de los Mil Días en el bando conservador.
En 1903 se unió al movimiento independentista de Panamá, y luego fue enviado extraordinario y ministro plenipotenciario ante Costa Rica para buscar una solución al conflicto limítrofe, a través del Tratado Pacheco-de la Guardia en 1905. Durante la presidencia de Manuel Amador Guerrero fue secretario de Relaciones Exteriores, en sustitución de Tomás Arias. También fue nombrado gobernador de la provincia de Colón y procurador general de la Nación en 1910.
Fue miembro de la Comisión Codificadora en 1913 y en 1916 se opuso a la aprobación de una ley para el nombramiento de un Agente Fiscal estadounidense. En la segunda administración de Belisario Porras (1918-1920) fue Secretario de Hacienda y Tesoro y posteriormente miembro de la Junta Consultiva del Banco Nacional de Panamá.
Fue padre de Jaime de la Guardia, médico y tercer rector de la Universidad de Panamá.